# Compensatio lucri cum damno
Compensatio lucri cum damno (łac. potrącenie zysku ze stratą) – sytuacja, w której jedno zdarzenie szkodzące staje się dla poszkodowanego źródłem zarówno straty, jak i korzyści, np. na skutek niewłaściwego remontu zawalił się dom (strata), ale odzyskano i sprzedano cegły (zysk).
Podstawową przesłanką stosowania kompensacji stanowi tożsamość zdarzenia, którego następstwem jest szkoda, jak i odniesiona korzyść. Wpływa ona na miarkowanie odszkodowania.